# Tour der New South Wales Waratahs nach Neuseeland 1928
| Tour der New South Wales Waratahs nach Neuseeland 1928 | Tour der New South Wales Waratahs nach Neuseeland 1928 | Tour der New South Wales Waratahs nach Neuseeland 1928 | Tour der New South Wales Waratahs nach Neuseeland 1928 | Tour der New South Wales Waratahs nach Neuseeland 1928 |
| Übersicht                                              | S                                                      | G                                                      | U                                                      | N                                                      |
| ------------------------------------------------------ | ------------------------------------------------------ | ------------------------------------------------------ | ------------------------------------------------------ | ------------------------------------------------------ |
| Test Matches                                           | 03                                                     | 1                                                      | 0                                                      | 2                                                      |
| Sonstige Spiele                                        | 07                                                     | 4                                                      | 0                                                      | 3                                                      |
| Gesamt                                                 | 10                                                     | 5                                                      | 0                                                      | 5                                                      |
|                                                        |                                                        |                                                        |                                                        |                                                        |
| Neuseeland                                             | 03                                                     | 1                                                      | 0                                                      | 2                                                      |

Die Tour der New South Wales Waratahs nach Neuseeland 1928 umfasste eine Reihe von Freundschaftsspielen der New South Wales Waratahs, des Auswahlteams des australischen Regionalverbandes New South Wales Rugby Union in der Sportart Rugby Union. Das Team reiste im August und September 1928 durch Neuseeland und bestritt zehn Spiele. Dazu gehörten drei Begegnungen mit den All Blacks, der neuseeländischen Nationalmannschaft. Die Waratahs siegten fünfmal und mussten fünf Niederlagen hinnehmen.
Nach dem Ersten Weltkrieg war der Rugby-Union-Spielbetrieb in Australien zunächst nur in New South Wales wieder aufgenommen worden (viele Spieler wechselten zu Rugby League, vor allem in Queensland), sodass offizielle Test Matches der australischen Nationalmannschaft erst 1929 wieder stattfanden. 1986 sprach die Australian Rugby Union den Spielen, die die Waratahs zwischen 1920 und 1928 gegen internationale Mannschaften bestritten hatten, den Status von Test Matches zu und wertet sie seither für Australien, während die New Zealand Rugby Union diese Spiele bis heute nicht als solche anerkennt.

## Spielplan
- Hintergrundfarbe grün = Sieg
- Hintergrundfarbe rot = Niederlage

(Ergebnisse aus der Sicht der Waratahs)
| #  | Datum              | Gegner                         | Ort          | Stadion              | Ergebnis |
| -- | ------------------ | ------------------------------ | ------------ | -------------------- | -------- |
| 01 | 25. August 1928    | Auckland Rugby Football Union  | Auckland     | Eden Park            | 19:8     |
| 02 | 29. August 1928    | Wanganui Rugby Football Union  | Wanganui     | Spriggens Park       | 20:16    |
| 03 | 01. September 1928 | Hawke’s Bay Rugby Union        | Napier       | McLean Park          | 19:6     |
| 04 | 05. September 1928 | Neuseeland                     | Wellington   | Athletic Park        | 12:15    |
| 05 | 08. September 1928 | Neuseeland                     | Dunedin      | Carisbrook           | 14:16    |
| 06 | 12. September 1928 | Southland Rugby Football Union | Invercargill | Rugby Park Stadium   | 26:31    |
| 07 | 15. September 1928 | Neuseeland                     | Christchurch | Lancaster Park       | 11:8     |
| 08 | 19. September 1928 | Marlborough Rugby Union        | Blenheim     | Blenheim Showgrounds | 27:15    |
| 09 | 22. September 1928 | New Zealand Māori              | Wellington   | Athletic Park        | 8:9      |
| 10 | 26. September 1928 | Wairarapa Rugby Football Union | Masterton    | Memorial Park        | 10:17    |

## Anmerkung
1. 1 2 3 4 5  Wird nur vom australischen Verband als Test Match anerkannt, jedoch nicht vom neuseeländischen Verband.